# محند أكلي بن شعبان
محند أكلي بن شعبان  هو مناضل في الحركة الوطنية الجزائرية ومجاهد أثناء ثورة التحرير الجزائرية، قام بإيصال بيان أول نوفمبر 1954م إلى قرية إيغيل إيمولا لسحبه ممن طرف الشهيدين رابح إيدير وأعمر بن رمضاني ضمن بلدية تيزي نثلاثة داخل دائرة واضية في ولاية تيزي وزو ضمن منطقة القبائل.

## المسار النضالي
كان «المجاهد محند أكلي بن شعبان» مناضلا في الحركة الوطنية الجزائرية ويسكن في قرية إيغيل إيمولا بجوار منزلي المجاهدين أعمر بن رمضاني ورابح إيدير، وكان منزل هذا الأخير يتمثل طابقه الأرضي في حانوت بمثابة مقهى وبقالة، وفي الطابق العلوي كانت هنالك غرفة لاستقبال الزوار · .
وكان هذا المنزل من بين المنازل الخمسة القليلة في القرية المربوطة بشبكة الكهرباء · .
وهذه الغرفة تطل على الساحة العامة في بلدية تيزي نثلاثة قبالة جبال جرجرة جنوبا، وقرب «قرية آيث عبد المومن» شمالا · .
وكانت زوجة رابح إيدير المسماة تسعديت بوراس أمينة على أسرار زوجها بما سمح له بأن يكون همزة وصل بين المجاهدين في المنطقة عبر منزله ·  · .

## بيان أول نوفمبر 1954م
قام «المناضل محند أكلي بن شعبان» بإيصال مسودة بيان اندلاع ثورة التحرير الجزائرية بتاريخ 27 أكتوبر 1954م إلى «المناضل رابح إيدير» الذي سخر منزله لإيواء الصحفي محمد العيشاوي الذي تم استقدامه من مدينة الجزائر بأمر من كريم بلقاسم، بالإضافة لمنزل جاره الشهيد أعمر بن رمضاني، مع إيواء المناضلين المكلفين الآخرين برقن وطبع وسحب الوثيقة التأسيسية للثورة التحريرية الجزائرية بواسطة ناسخ كحولي يدوي ·  · .
وتم اصطحاب الصحفي محمد العيشاوي من طرف العقيد أعمر أوعمران انطلاقا من مدينة الجزائر إلى غاية مدينة تيزي وزو، ثم تم ائتمان علي زعموم مع محمدي السعيد لإيصاله إلى غاية قرية إيغيل إيمولا.
فتنقل هؤلاء المناضلون الثلاثة بواسطة سيارة عبر مسار سري انطلاقا من مدينة تيزي وزو إلى غاية سوق الاثنين فمعاتقة ثم قرية آيث عبد المومن، ثم واصلوا المسافة المتبقية إلى قرية إيغيل إيمولا سيرا على الأقدام.
وفور وصولهم إلى قرية إيغيل إيمولا في عشية 27 أكتوبر 1954م، تم استقبال الصحفي محمد العيشاوي في منزل المجاهد حسين سليمان الذي كان عضوا في اللجنة الثورية للوحدة والعمل، وذلك قبل تحويله إلى منزل «المناضل أعمر بن رمضاني» أين كان مزمعا القيام بسحب نسخ بيان اندلاع الثورة.
وقد شرع الصحفي محمد العيشاوي ليلا في رقن «بيان أول نوفمبر 1954م» داخل منزل المناضل أعمر بن رمضاني في الآلة الكاتبة فوق المرسام على ضوء شمعة لغياب الكهرباء في المنزل، إلا أن نقص الإنارة أعاق عملية الرقن المتقنة والصحيحة، فاضطر محمد العيشاوي إلى التنقل إلى منزل الجار البقال رابح إيدير المزود بالكهرباء.
وكان الصحفي محمد العيشاوي حريصا على عدم وجود أي خطأ لغوي في البيان التاريخي، وذلك تحت الإشراف المباشر للمناضل علي زعموم الذي كان بجواره، وبمجرد اكتشاف خطأ لغوي بالفرنسية في البيان بعد المراجعة، تم إرسال علي زعموم لاستشارة كريم بلقاسم حول إعادة رقن البيان من جديد رغم إضاعة الوقت المترتبة عن ذلك.
وغير بعيد عن قرية إيغيل إيمولا في تلك الليلة، كان كريم بلقاسم ينسق انطلاقا من مخبئه داخل منزل «موح ن أعمر» في «قرية آيث عبد المومن» مع علي زعموم من أجل إنهاء المهمة بإحكام وإتقان، فأعطى قبوله بإعادة رقن البيان من جديد قصد توزيع نسخة تليق بمقام ثورة التحرير الجزائرية في داخل الجزائر وخارجها.
وتم خلال تلك الليلة إنهاء رقن البيان التحرري في غرفة الطابق العلوي من منزل المناضل رابح إيدير المزود بالكهرباء، بحضور المناضلين الثلاثة محمد العيشاوي ورابح إيدير و«المناضل محند أكلي بن شعبان»، بعد أن غادر علي زعموم المنزل نحو وجهة أخرى.
وقبيل فجر 28 أكتوبر 1954م تم إحضار الناسخ الكحولي اليدوي، المملوك من طرف عبان رمضان، من قرية آيث عبد المومن من طرف أعمر بن رمضاني ومحمدي السعيد قصد الشروع في سحب نسخ البيان التاريخي.
فقام محمد العيشاوي بتركيب مرسام البيان على الناسخ الكحولي اليدوي مباشرة بعد إنهاء عملية الرقن الصحيح، ثم أضاف إليه الحبر الكحولي ليشرع في تدوير مرفق الآلة قصد سحب آلاف النسخ من البيان إلى غاية الساعة الثالثة صباحا، وكان المناضلون الثلاثة يتداولون على تدوير مرفق الآلة إلى غاية إنهاء المهمة.
وكانت مجموعة إيغيل إيمولا بحضور المناضل أعمر إيدير، المتكونة من حوالي 20 مناضلا شابا، تقوم بإحداث ضجيج خارج منزل رابح إيدير للتغطية خلال تلك الليلة على صوت الناسخ الكحولي اليدوي.
فقام شباب هذه المجموعة بتنظيم لعبة يانصيب مع صخب وضجيج خلال تلك الليلة قرب المنزل لإبعاد شبهات واهتمام وشكوك الجيران والمارة عن المهمة التاريخية التي تجري تفاصيلها داخل الغرفة العلوية المضاءة بمصباح كهربائي.
وحينما عاد علي زعموم، الذي كان مسؤول الحركة الوطنية الجزائرية في قرية إيغيل إيمولا آنذاك، إلى منزل رابح إيدير على الساعة الثالثة صباحا بعد إنهاء سحب آلاف النسخ من البيان التحرري، أمر «المناضل محند أكلي بن شعبان» بملأ حقيبة سفر سرية بنسخ البيان، مع ترك كمية أخرى في المنزل لتوزيعها محليا.
فأمر علي زعموم المناضلَ «محند أكلي بن شعبان» بالتوجه فورا نحو مدينة الجزائر على الساعة الرابعة صباحا من يوم 28 أكتوبر 1954م مع حمل حقيبة السفر في الحافلة التي تمر في تلك الساعة قرب قرية إيغيل إيمولا.
وبما أن وقت الفجر لم يكن يسمح بالوصول إلى الحافلة الأولى باكرا، فما كان من المناضلَ «محند أكلي بن شعبان» إلا انتظار مرور الحافلة الأخرى على الساعة الواحدة زوالا من أجل نقل حقيبة السفر إلى غاية الجزائر العاصمة ليتم توزيع نسخ البيان انطلاقا منها على المستوى الوطني.
فوضع «محند أكلي بن شعبان» حقيبة السفر خلف سائق الحافلة، ثم اختار مقعدا في مؤخرة الحافلة للجلوس لتفادي انكشاف أمره في حال اكتشاف محتويات الحقيبة إثر أي تفتيش في حاجز مراقبة مرورية.
وعند وصوله إلى باب الوادي، تنقل على متن سيارة أجرة إلى غاية بلدية بلوزداد أين التقى في مقهى ذي ستارة نصف مُنْزَلة على الساعة السادسة مساء مع المناضل المكلف باستلام حقيبة نسخ البيان.
ثم أمضى «المناضل محند أكلي بن شعبان» ليلته في فندق عاصمي ليعود في صبيحة 29 أكتوبر 1954م إلى قرية إيغيل إيمولا بعد أن أوصل الأمانة الثورية إلى المناضلين في مدينة الجزائر.
ثم شارك مع مجاهدي مجموعة إيغيل إيمولا انطلاقا من قريته في العمليات ضد العدو الفرنسي مباشرة بعد اندلاع ثورة التحرير الوطني في أول نوفمبر 1954م.
وكان «المجاهد محند أكلي بن شعبان»، البالغ من العمر آنذاك 24 عاما، هو الذي أحضر مسودة البيان التاريخي انطلاقا من قصبة الجزائر داخل حقيبة سفر سرية إلى غاية قرية إيغيل إيمولا رغم الخطورة البالغة لهذه المهمة ·  · .
وكانت هذه المسودة قد تم إملاؤها ليلا في محل الخياط سعيد كشيدة على الصحفي محمد العيشاوي من طرف محمد بوضياف ومراد ديدوش في قصبة الجزائر، وذلك قبل تسليمها إلى «المناضل محند أكلي بن شعبان».
وقد تم الاختيار المحكم من طرف قادة الحركة الوطنية الجزائرية لـ«قرية إيغيل إيمولا» من أجل سحب «بيان أول نوفمبر 1954م» الذي كتبه الصحفي محمد العيشاوي ·  · .
وكان المجاهد رمضان بن رمضاني هو الذي أحضر «الآلة الكاتبة» برفقة علي زعموم ومحمدي السعيد من بيت عبان رمضان في قرية عزوزة قرب زاوية الأربعاء نايث إيراثن بتكليف من عبان رمضان نفسه، ثم تم ائتمان المناضل حسين حليش للحفاظ عليها في بيته إلى غاية يوم استعمالها · .
فلقد أرسل كريم بلقاسم مسودة «بيان أول نوفمبر 1954م»، التي تم رقنها ليلا في قصبة الجزائر، إلى قرية «إيغيل إيمولا» ليتم سحبها من طرف «علي زعموم» قبل تسليمها إلى «المناضل محند أكلي بن شعبان» من جديد قصد نقل حقيبة سفر سرية وتوزيع عشرات الآلاف من نسخ البيان عبر كل ربوع الجزائر قبل اندلاع ثورة التحرير الوطني · .

## ثورة التحرير الوطني
شارك «المجاهد محند أكلي بن شعبان» مع المجاهد علي زعموم في أول هجوم على مركز بلدية تيزي نثلاثة مباشرة بعد اندلاع ثورة التحرير الوطني.
وكانت المجموعة المشاركة متكونة من عديد المجاهدين الذين نظموا الاشتباك في مركز البلدية الاستيطانية.

## التصنيف الثقافي
تم في عام 2014م الشروع داخل محمية إيغيل إيمولا في تصنيف المنزلين المملوكين من طرف «الشهيدين رابح إيدير وأعمر بن رمضاني» الذين احتضنا رقن وسحب «بيان أول نوفمبر 1954م» في «قرية إيغيل إيمولا» ضمن الموروث الثقافي المحمي في الجزائر · .
وحسب الأمرية الوزارية المؤرخة بتاريخ 21 جانفي 2015م، فإن هذين البيتين الذين احتضنا طبع هذا البيان التاريخي قد تم إدراجهما من طرف «وزارة الثقافة» ضمن «المحميات الوطنية الجزائرية» · .

### فتح دعوى التصنيف في 2014م
تمت مواصلة دعوى تصنيف المنزلين بواسطة القرار المؤرخ في 20 جمادى الثانية 1435هـ الموافق لتاريخ 20 أفريل 2014م والمتضمن فتح دعوى تصنيف «المـنـزل التاريخي الذي تمت فيه كتابة وطبع بيان أول نوفمبر 1954م بإيغيل إيمولا» · .

### تجديد دعوى التصنيف في 2015م
تم التصنيف الرسمي لـ«محمية إيغيل إيمولا» عبر قرار مؤرخ فـي 30 ربيع الأول 1436هـ الموافق لتاريخ 21 جانفي 2015م الذي يتضمن فتح دعوى تصنيف «المنزلين اللذين تم فيهما كتابة وطبع بيان أول نوفمبر 1954م بقرية إيغيل إيمولا» · .

### المطابقة الثقافية في 2015م
تمت مطابقة "محمية إيغيل إيمولا" مع مواصفات وزارة الثقافة الجزائرية بعـد الاطلاع على الـرأي المؤيد الذي أصدرته "اللجنة الوطنية
للممتلكات الثقافية" خلال اجتماعها المنعقد بتاريخ 15 سبتمبر 2015م · .

### قرار التصنيف في 2016م
تم تفعيل تصنيف المنزلين بواسطة القرار المؤرخ في 20 رجب 1437هـ الموافق لتاريخ 28 أفريل 2016م والمتضمن فتح دعوى تصنيف «المـنـزل التاريخي الذي تمت فيه كتابة وطبع بيان أول نوفمبر 1954م بإيغيل إيمولا» ·  · .

## الموقع
يقع «منزل الشهيد رابح إيدير» ضمن «محمية إيغيل إيمولا» في ولاية تيزي وزو، غير بعيد عن ولاية بومرداس، ويجري قربها وادي سيباو.
وهذا الموقع الرائع يبعد بمسافة 17 كلم جنوب مدينة تيزي وزو ويقابل الحديقة الوطنية جرجرة.
يقع «منزل الشهيد رابح إيدير» في «محمية إيغيل إيمولا» على بُعد مستقيم قدره 38 كلم إلى الجنوب من البحر الأبيض المتوسط، وعلى بُعد مستقيم قدره 47 كلم إلى الغرب من بحيرة أكفادو.
ويقع هذا المنزل في بلدية تيزي نثلاثة ضمن دائرة واضية.

## شخصيات
- رابح إيدير
- أعمر بن رمضاني
- محمد زعموم
- علي زعموم
- محمدي السعيد
- أعمر أوعمران
- محمد العيشاوي
- كريم بلقاسم
- رابح بيطاط

### مقالات إضافية
- قائمة أعلام الجزائريين
- وزارة المجاهدين الجزائرية
- وزارة الثقافة الجزائرية
- قائمة المواقع والمعالم المصنفة في الجزائر
- قائمة المواقع والمعالم المصنفة في ولاية تيزي وزو
- قرية إيغيل إيمولا
- بلدية تيزي نثلاثة
- دائرة واضية
- ولاية تيزي وزو
- منطقة القبائل

### فايسبوك
- محند أكلي بن شعبان  على فيسبوك.

### فيديوهات
- فيديو ترحيبي في إيغيل إيمولا على يوتيوب
- بيان أول نوفمبر 1954م في إيغيل إيمولا على يوتيوب
- المجاهدة زهرة ظريف بيطاط في زيارة إلى إيغيل إيمولا على يوتيوب
- مناظر طبيعية في إيغيل إيمولا على يوتيوب
- الفخار في إيغيل إيمولا على يوتيوب
- صور طبيعية في إيغيل إيمولا على يوتيوب

### وصلات خارجية
- الموقع الرسمي لوزارة المجاهدين الجزائرية
- الموقع الرسمي لوزارة الثقافة الجزائرية
- الموقع الرسمي لولاية تيزي وزو

### قرى في ولاية تيزي وزو
- إيغيل إيمولا
- قرية تيقمونين
- قرية بوعبد الرحمن
- قرية إيغيل بوشن
- قرية إيغيل بوماس